# Saison 2013-2014 du Lyon olympique universitaire
Cette page présente la saison 2013-2014 du Lyon olympique universitaire.

## Entraîneurs
- Tim Lane manager
- Olivier Azam entraineur des avants
- David Ellis consultant

## La saison

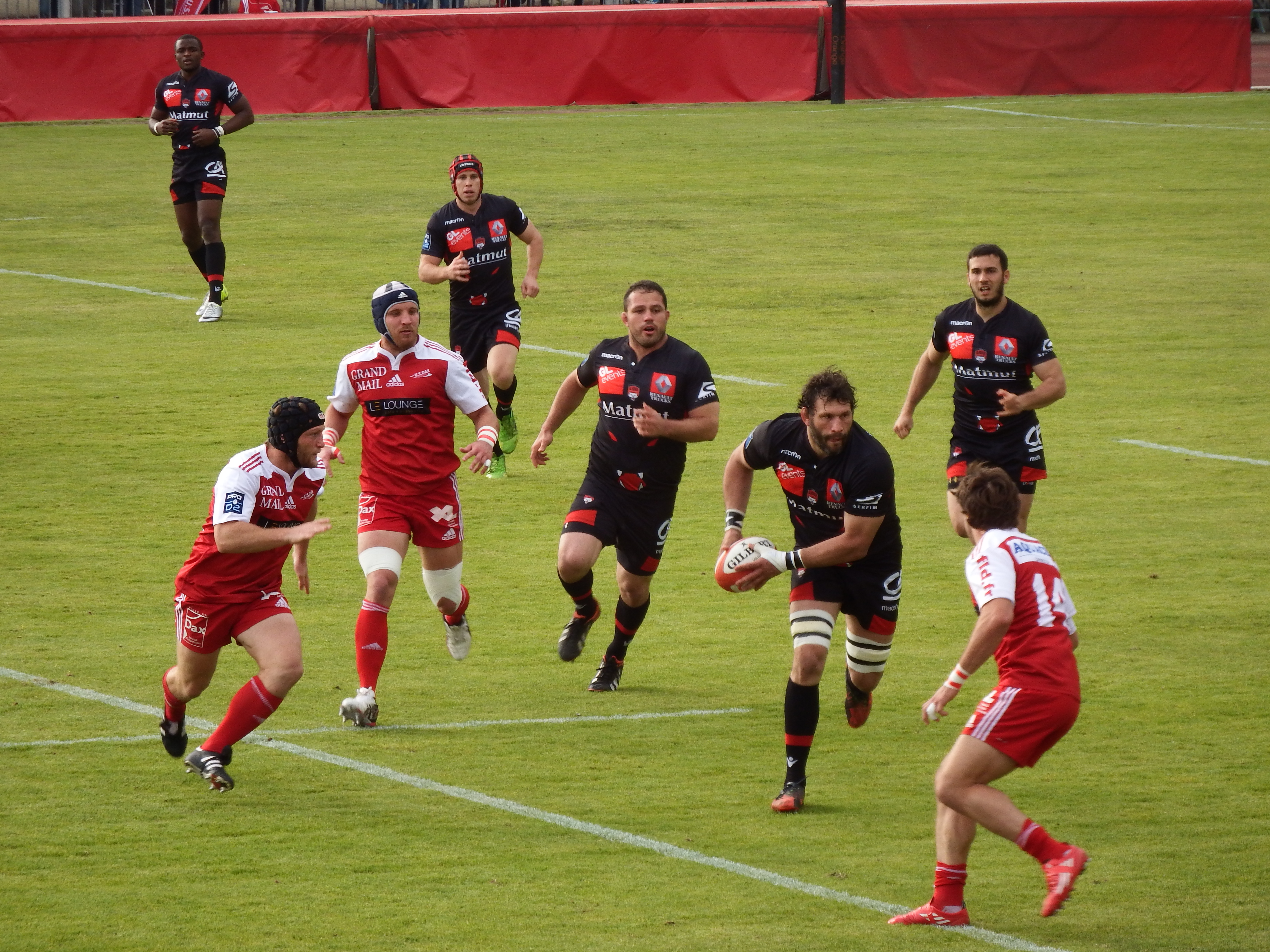
Affrontement entre les joueurs de l'Union sportive dacquoise et du Lyon OU le 12 avril 2014.

## Effectif 2013-2014
| Nom                     | Poste            | Naissance  | Nationalité sportive | International           | Dernier club           | Arrivée au club (année) |
| ----------------------- | ---------------- | ---------- | -------------------- | ----------------------- | ---------------------- | ----------------------- |
| Bogdan Bălan            | Pilier           | 12/02/1980 | Roumanie             | 29 (10)                 | US Montauban           | 2010                    |
| Jérémy Castex           | Pilier           | 19/08/1981 | France               | -                       | USA Perpignan          | 2013                    |
| Julien Facundo          | Pilier           | 26/03/1986 | France               | -                       | Formé au Club          | 2005                    |
| Xavier Fiard            | Pilier           | 06/04/1978 | France               | -                       | CS Bourgoin-Jallieu    | 2005                    |
| Sami Mavinga            | Pilier           | 25/05/1993 | France               | -                       | Formé au Club          | 2014                    |
| Anthony Roux            | Pilier           | 28/10/1983 | France               | -                       | Colomiers rugby        | 2011                    |
| Wian Du Preez           | Pilier           | 30/10/1982 | Afrique du Sud       | 1 (0)                   | Free State Cheetahs    | 2013                    |
| Jean-Philippe Bonrepaux | Talonneur        | 07/12/1978 | France               | -                       | CA Brive               | 2011                    |
| Vincent Colliat         | Talonneur        | 02/02/1989 | France               | -                       | Formé au Club          | 2008                    |
| Damien Fitzpatrick      | Talonneur        | 08/06/1989 | Australie            | -                       | Waratahs               | 2013                    |
| Thomas Bordes           | Talonneur        | 10/05/1990 | France               | -                       | Stade Montois          | 2013                    |
| Coenraad Basson         | Deuxième ligne   | 25/09/1981 | Afrique du Sud       | -                       | CS Bourgoin-Jallieu    | 2011                    |
| Steevy Cerqueira        | Deuxième ligne   | 09/08/1993 | France               | U17, U18, U19, U20      | RC Massy               | 2013                    |
| David Gonzalez          | Deuxième ligne   | 25/01/1991 | France               | U18                     | Formé au Club          | 2012                    |
| Mohamed Kbaier          | Deuxième ligne   | 01/09/1992 | France               |                         | Lyon XIII              | 2012                    |
| Lionel Nallet           | Deuxième ligne   | 14/09/1976 | France               | 74 (45)                 | Racing Métro           | 2012                    |
| Christian Njewel        | Deuxième ligne   | 22/03/1990 | Cameroun             | -                       | Formé au Club          | 2011                    |
| Joseph Tuineau          | Deuxième ligne   | 08/08/1981 | Tonga                | -                       | Pays d'Aix rugby club  | 2013                    |
| Nicolas Bontinck        | Troisième ligne  | 27/06/1985 | France               | -                       | FC Auch                | 2008                    |
| Sébastien Chabal        | Troisième ligne  | 08/12/1977 | France               | 62 (30)                 | Racing Métro           | 2012                    |
| Alexandre Derrien       | Troisième ligne  | 30/06/1992 | France               | U18, U19, U20           | CS Bourgoin-Jallieu    | 2012                    |
| Viktor Kolelishvili     | Troisième ligne  | 19/10/1989 | Géorgie              | 18 (10)                 | Clermont Auvergne      | 2013                    |
| Juan Manuel Leguizamón  | Troisième ligne  | 06/06/1983 | Argentine            | 39 (35)                 | Stade français         | 2011                    |
| Eugène N'Zi             | Troisième ligne  | 18/10/1986 | Côte d'Ivoire        | -                       | Formé au Club          | 2008                    |
| Jean Sousa              | Troisième ligne  | 11/07/1990 | France               | -                       | Formé au Club          | 2009                    |
| Frans Viljoen           | Troisième ligne  | 22/10/1982 | Afrique du Sud       | -                       | Cheetahs               | 2013                    |
| Adrien Bau              | Demi de mêlée    | 03/03/1994 | France               | -                       | FCS Rumilly            | 2010                    |
| Enrico Januarie         | Demi de mêlée    | 02/01/1982 | Afrique du Sud       | 47 (25)                 | Stormers               | 2011                    |
| Romain Veniat           | Demi de mêlée    | 23/01/1989 | France               | -                       | Formé au Club          | 2008                    |
| Nicolas Vergallo        | Demi de mêlée    | 20/08/1983 | Argentine            | 30 (0)                  | Southern Kings         | 2013                    |
| Julien Dumora           | Demi d'ouverture | 24/03/1988 | France               | -                       | RC Toulon              | 2012                    |
| Lachie Munro (en)       | Demi d'ouverture | 27/11/1986 | Nouvelle-Zélande     | -                       | Union Bordeaux Bègles  | 2013                    |
| Alipate Fatafehi        | Centre           | 13/12/1984 | Tonga                | 11 (20)                 | CA Saint-Étienne       | 2011                    |
| Kendrick Lynn           | Centre           | 30/11/1982 | Nouvelle-Zélande     | -                       | Bay of Plenty Steamers | 2013                    |
| Alexandre Mourot        | Centre           | 21/08/1991 | France               | U18, U19, U20, France U | ASM Clermont           | 2013                    |
| Laurent Tranier         | Centre           | 16/07/1989 | France               | -                       | Biarritz olympique     | 2011                    |
| Thibaut Regard          | Centre           | 06/08/1993 | France               | U18, U19, U20, France U | Formé au club          | 2013                    |
| Waisale Sukanaveita     | Centre           | 19/07/1984 | Fidji                | 2 (0)                   | ?                      | 2010                    |
| Vinaya Wakanivuga       | Centre           | 12/01/1979 | Fidji                | -                       | CS Lons Jura           | 2008                    |
| Willy Ambaka Ndayara    | Ailier           | 14/05/1990 | Kenya                | -                       | Kenia 7'               | 2013                    |
| Vincent Martin          | Ailier           | 04/09/1992 | France               | U18, U19, U20, France U | RC Toulon              | 2013                    |
| Mosese Ratuvou          | Ailier           | 31/03/1983 | Fidji                | -                       | RC Massy               | 2009                    |
| Franck Romanet          | Ailier           | 02/05/1986 | France               | -                       | CS Bourgoin-Jallieu    | 2009                    |
| Toby Arnold             | Arrière          | 11/09/1987 | Nouvelle-Zélande     | -                       | Bay of Plenty Steamers | 2013                    |
| Jérôme Bosviel          | Arrière          | 07/04/1990 | France               | -                       | CA Périgueux           | 2012                    |
| Romain Loursac          | Arrière          | 11/11/1985 | France               | -                       | Formé au Club          | 2007                    |

## Calendrier

### Pro D2
| - US Carcassonne - LOU : 38 - 52 - LOU - RC Narbonne : 25 - 6 - SC Albi - LOU : 10 - 30 - LOU - Section paloise : 39 - 7 - AS Béziers - LOU : 12 - 9 - LOU - Stade montois : 34 - 17 - Colomiers rugby - LOU : 23 - 24 - LOU - FC Auch : 40 - 12 - Stade aurillacois - LOU : 9 - 11 - LOU - CS Bourgoin-Jallieu : 22 - 6 - US Bourg-en-Bresse - LOU : 24 - 27 - LOU - US Dax : 31 - 8 - Stadoceste tarbais - LOU : 37 - 10 - SU Agen - LOU : 20 - 19 - LOU - Stade rochelais : 25 - 14 | - LOU - US Carcassonne : 35 - 10 - RC Narbonne - LOU : 22 - 6 - LOU - SC Albi : 32 - 25 - Section paloise - LOU : 19 - 22 - LOU - AS Béziers : 52 - 5 - Stade montois - LOU : 14 - 21 - LOU - Colomiers rugby : 27 - 10 - FC Auch - LOU : 13 - 31 - LOU - Stade aurillacois : 45 - 16 - CS Bourgoin-Jallieu - LOU : 34 - 33 - LOU - US Bourg-en-Bresse : 64 - 3 - US Dax - LOU : 11 - 34 - LOU - Stadoceste tarbais : 31 - 13 - LOU - SU Agen : 19 - 16 - Stade rochelais - LOU : 26 - 27 |

Avec 117 points au classement final, le Lyon olympique universitaire termine 1er du classement de la saison régulière du championnat de France de rugby à XV de 2e division 2013-2014 et est déclaré champion de France.

Le Lyon olympique universitaire participera au Championnat de France de rugby à XV de Top 14 en 2014-2015.

## Statistiques

### Statistiques collectives
- 25 victoires et 5 défaites

Attaque :
- 877 points marqués (111 essais, 88 transformations, 47 pénalités, 0 drop)

Défense :
- 480 points encaissés (39 essais, 30 transformations, 71 pénalités, 4 drops)

### Statistiques individuelles
Meilleur réalisateur :
- Lachie Munro (en) avec 250 points en Pro D2 (2 essais, 60 transformations, 40 pénalités, 0 drop)